# Burg Alt-Schomburg
Die Burg Alt-Schomburg, auch Hochburg genannt, ist eine abgegangene Höhenburg auf 571 m ü. NN über dem linken Ufer der Unteren Argen, gegenüber dem über dem rechten Ufer liegenden ehemaligen Schloss Schomburg, bei dem Ortsteil Schomburg der Stadt Wangen im Allgäu im Landkreis Ravensburg in Baden-Württemberg.
Die Burg wurde im 13. Jahrhundert von der Familie von Schauenburg erbaut, 1229 erwähnt und vor 1617 zerstört. Ehemalige Besitzer der Burg waren in der zweiten Hälfte des 14. Jahrhunderts die Grafen von Montfort-Bregenz, ab 1408 Benz und Konrad Siber, Bürger von Lindau, und 1549 bis 1645 die Familie Humpis von Waltrams. Die Grafen von Montfort als abermalige Landesherren verlegten den Verwaltungssitz der Herrschaft Schomburg auf Schloss Schomburg und kümmerten sich nicht weiter um Alt-Schomburg. Im Zuge des Konkursverfahrens der Grafen von Montfort kam mit der Herrschaft Schomburg auch die Burganlage 1779 an das Haus Habsburg.
Von der ehemaligen Burganlage, dem heutigen Hof Hochburg, ist nichts erhalten.